# 糨糊
糨糊又稱漿糊，是一種以糯米或其它富含澱粉的穀物為主原料製成的天然黏合劑。功能與膠水、樹脂大同小異，主要用來沾黏。
糨糊是古代中國和鄰近國家經常使用的一種黏合劑，即使在邁入現代化並出現許多化學黏著劑後，糨糊仍是當地常見的黏合材料。
傳統的糨糊是天然無毒性的，甚至可以食用。由工廠生產的糨糊則多半有不能食用的化學添加物。